# Holothuria poli
Holothuria poli (Delle Chiaje, 1823) è una specie della famiglia Holothuriidae.

## Distribuzione e habitat
Mar Mediterraneo e Oceano Atlantico orientale. Vive su tutti i fondali ma predilige quelli detritici e le praterie di fanerogame.

## Descrizione
Mostra un corpo cilindrico allungato e rigido cosparso da tubercoli. Può raggiungere circa 22 cm di lunghezza. La colorazione dorsale è scura, di norma bruno-rossiccia o bruno-nerastra (mai totalmente nera), ma le papille hanno sempre l'apice bianco. Questa specie è spesso avvolta in uno strato di muco e ama cospargersi totalmente di sabbia e sedimenti. La parte ventrale è scura quanto quella dorsale ed è munita di corti pedicelli di colore bianco. Può essere confusa con Holothuria tubulosa per la colorazione del corpo (ma questa si differenzia per avere la parte ventrale molto più chiara della dorsale e non avere gli apici delle papille e pedicelli bianchi) e talvolta con Holothuria forskali per via degli apici delle papille di colore bianco (ma questa si differenzia per avere la parte dorsale di norma nera e la ventrale giallognola ed avere i Tubuli di Cuvier).
Questa specie non possiede i Tubi di Cuvier che sono dei lunghi filamenti appiccicosi di colore bianco o roseo che vengono espulsi a scopo difensivo e che sono presenti in molte altre specie appartenenti a questa famiglia.

## Biologia

### Alimentazione
Si alimenta ingerendo enormi quantità di sabbia e fango dalle quali trae il nutrimento.

### Riproduzione
La riproduzione è quella tipica degli echinodermi: l'uovo viene fecondato e, alla schiusa, viene liberata una larva planctonica, detta brachiolaria e dotata di una notocorda, che a seguito della metamorfosi finale in individuo adulto verrà persa.

## Specie affini
Nel Mediterraneo vivono altre sei specie di Holothuria: Holothuria forskali, Holothuria helleri, Holothuria impatiens, Holothuria mammata, Holothuria tubulosa, Holothuria sanctori.

## Collegamenti esterni

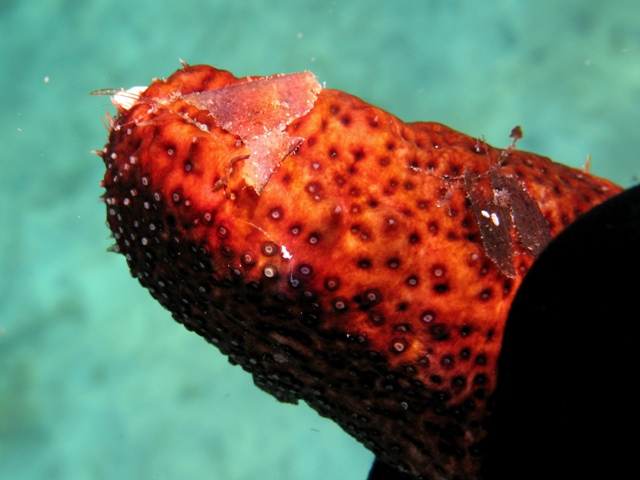
Dettaglio pedicelli bianchi

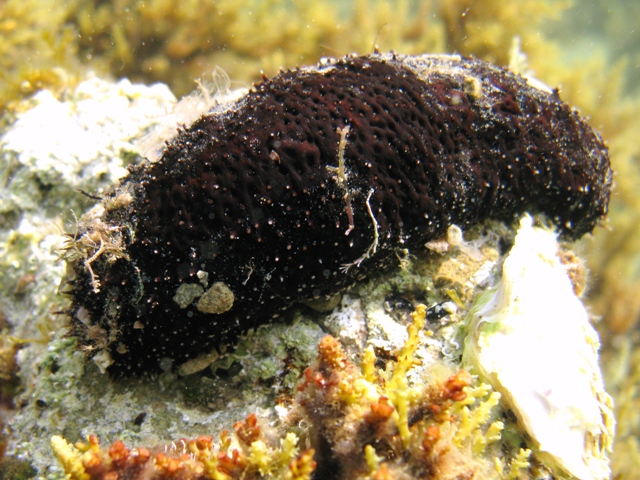
Esemplare bruno scuro